# Еміль Нідергаузер
Нідергаузер Еміль (Niederhauser Emil; 16 листопада 1923, Братислава, Чехословаччина — 26 березня 2010, Будапешт) — угорський історик, історик культури, професор університету, дійсний член Угорської академії наук. Дослідник історії Східної Європи.

## Біографія
Розпочав навчання в університеті Словацького університету в Братиславі (нині університет Коменського) в 1942 р. Потім у 1945 перейшов на кафедру історії Угорщини в університет Пазмани Петера (нині університет Етвеша Лоранда), який закінчив у 1948. Після закінчення навчання він короткий час був викладачем середньої школи, а з 1949 року працював науковим співробітником в Інституті історії Угорської академії наук. Згодом його призначили заступником директора інституту, але він також очолював відділ історії та інформації.
Почав викладати в 1951 році на факультеті мистецтв Університету імені Лайоша Кошута (нині Університет Дебрецена). У 1953 був призначений доцентом, а в 1973 р. — професором університету. З 1984 року до своєї смерті він також викладав на кафедрі історії Східної Європи в Університеті Етвеша Лоранда. Він вийшов на пенсію в 1993 році, а в 1997 році йому було присвоєно звання заслуженого професора.